# Ptenomela porioni
Ptenomela porioni är en skalbaggsart som beskrevs av Soula 2002. Ptenomela porioni ingår i släktet Ptenomela och familjen Rutelidae. Inga underarter finns listade i Catalogue of Life.